# Barra do Chapéu
Barra do Chapéu – miasto i gmina w Brazylii, w stanie São Paulo. Znajduje się w mezoregionie Itapetininga i mikroregionie Capão Bonito.